# Sclerocona acutella
Sclerocona acutella — вид лускокрилих комах родини вогнівок-трав'янок (Crambidae).

## Поширення
Вид поширений в Європі та Північній Азій від Іспанії до Японії. Присутній у фауні України. Завезений в Північну Америку.

## Опис
Розмах крил 25-28 мм. Крила світло-коричневого забарвлення.

## Спосіб життя
Личинки живляться листям різних видів кукурудзи, помідора, хмелю, очерету і квасолі.